# Obersteinbach
Obersteinbach è un comune francese di 235 abitanti situato nel dipartimento del Basso Reno nella regione del Grand Est.

## Società

### Evoluzione demografica
Abitanti censiti